# Holy Moses
Holi Mozes (engl. Holy Moses) je nemački treš metal bend, jedan od retkih koji za prvi vokal ima pevačicu.

## O bendu
Bend su 1980. godine u Ahenu osnovali basista Ramon Brisler, te gitarista i pevač Johen Finders. No, već iduće godine Finders napušta bend, a nova pevačica postaje Sabina Klasen, tadašnja žena gitariste Endija Klasena. Bend je puno puta menjao postavu, te je Sabina do danas ostala kao najdugovečniji član. Bend se bio raspao 1994, no ponovo se okupio 2000. godine. Ukupno su do sada snimili deset studijskih albuma.

## Članovi benda
Sadašnja postava
- Sabina Klasen - vokal (1981.-)
- Mihael Hankel - gitara (2002.-)
- Oliver Jat - gitara, bas gitara (2006.-)
- Tomas Neitš - bas gitara (2008.-)
- Gvido "Atomik Stif" Rihter - bubnjevi (1990.-1992, 2007.-)

## Diskografija
Studijski albumi
- (1986.)
- (1987.)
- (1989.)
- (1990.)
- (1991.)
- (1992.)
- (1994.)
- (2002.)
- (2005.)
- (2008.)

## Spoljašnje veze
- Zvanična prezentacija benda Архивирано на веб-сајту  (21. новембар 2010)